# Ужастики 2: Беспокойный Хеллоуин
«Ужа́стики 2: Беспоко́йный Хелло́уин» (англ. Goosebumps 2: Haunted Halloween) — фантастический комедийный фильм режиссёра Эри Сэндела, сценарий к которому написал Роб Либер. Картина является сиквелом фильма «Ужастики» (2015) и поставлена по мотивам одноимённой серии детских книг писателя Р. Л. Стайна. Главные роли в фильме исполняют Венди Маклендон-Кови, Мэдисон Исман, Джереми Рэй Тейлор, Калил Харрис, Крис Парнелл и Кен Джонг. В США фильм вышел 12 октября 2018 года. В России фильм вышел 1 ноября 2018 года.

## Сюжет
Действие фильма происходит в городке Уорденклифф в ночь на Хеллоуин. Сонни и его друг Сэм решают подзаработать и развешивают объявления о помощи в уборке мусора. В этот же день им звонят и просят очистить от мусора дом, находящийся по сообщённому далее адресу. Друзья приезжают туда и с удивлением обнаруживают, что дом очень старый и вот-вот развалится, но всё-таки заходят внутрь. Сонни приходит в ярость, когда узнаёт, что Сэм согласился работать бесплатно, но Сэм успокаивает его и сообщает, что им разрешили забрать всё, что понравится. Пытаясь снять с каминной полки чучело кошки, Сонни открывает потайную дверцу за самим камином. Там оказывается ящик, в котором лежит странная книга без титульного листа и с застёжкой. Мальчики на минуту отворачиваются от ящика, а затем в нём появляется кукла-чревовещатель. Заметив в кармане пиджака куклы бумажку, Сонни берёт её и читает написанные на ней слова. Они оказываются заклинанием, вернувшим куклу к жизни, но это открывается лишь дома у Сонни. Поначалу Сонни и Сэм пугаются, однако кукла, чьё имя Слэппи, показывает себя дружелюбно. Оказывается, он проучил школьных врагов мальчиков и даже помог Сонни с домашней работой. Слэппи просит не говорить о нём никому другому. Чуть позже домой возвращается расстроенная старшая сестра Сонни, Сара, и жалуется на жизнь: парень изменил ей, мама вечно сваливает на неё дела по дому, и если она не поступит в университет, то никогда не выберется из их городишки. Слэппи всё подслушивает и на следующий день отправляется с Саррой в школу, где мстит за неё тому парню. В это же время Сонни представляет перед классом свой проект, который был отредактирован Слэппи, но что-то идёт не так, и происходит взрыв. Оказывается, чревовещатель вовсе не так дружелюбен, чем казалось на первый взгляд. Поняв это, Сарра и мальчики пытаются избавиться от него, но напрасно — Слэппи возвращается и выпускает на волю странных существ. Единственный способ всё исправить — загнать монстров обратно в книгу с застёжкой, которая была найдена вместе со Слэппи...

## В ролях
| Актёр                | Роль              |
| -------------------- | ----------------- |
| Мэдисон Исман        | Сара Куинн        |
| Джереми Рэй Тейлор   | Сонни Куинн       |
| Калил Харрис         | Сэм Картер        |
| Венди Маклендон-Кови | Кэти Куинн        |
| Крис Парнелл         | Уолтер            |
| Кен Джонг            | мистер Чу         |
| Эвери Ли Джонс       | Слэппи голос      |
| Джек Блэк            | Р. Л. Стайн камео |

## Производство
2 сентября 2015 года сообщалось, что сиквел находится на стадии планирования и Sony ищет для него сценариста. 17 января 2017 года была установлена дата выхода фильма — 26 января 2018 года, а Роб Леттерман подтвердил, что он вернётся в качестве режиссёра продолжения. 6 февраля 2017 года было объявлено, что дата выхода фильма перенесена на 21 сентября 2018 года, заменив тем самым дату выхода, ранее установленную для мультфильма «Монстры на каникулах 3: Море зовёт». В мае 2017 года было объявлено первоначальное название фильма — «Ужастики: Хоррорлэнд» (англ. Goosebumps: HorrorLand). В то время говорили, что Джек Блэк вернётся к своей роли Р. Л. Стайна.
В ноябре 2017 года к проекту присоединился Роб Либер, выбранный для того, чтобы сочинить сценарий. В декабре 2017 года было объявлено, что Эри Сэндел заменит Роба Леттермана в режиссёрском кресле из-за того, что Леттерман занят режиссурой фильма «Детектив Пикачу» для компании Legendary Entertainment. Журнал Variety сообщил, что было написано два сценария: в одном сценарии Джек Блэк должен был вернуться к своей роли, а в другом — Блэк выбывает окончательно. В октябре 2017 года дата выхода сиквела была передвинута на 12 октября 2018 года. Название фильма было изменено на «Ужастики: Месть Слэппи» (англ. Goosebumps: Slappy’s Revenge). Новыми членами актёрского состава стали Мэдисон Исман, Бен О’Брайен, Калил Харрис и Джереми Рэй Тейлор. Кен Джонг, Крис Парнелл и Венди Маклендон-Кови присоединились к созданию фильма в следующем месяце. Съёмки фильма начались 7 марта, а в апреле 2018 года его название было изменено на «Ужастики: Беспокойный Хеллоуин».
Представители Sony подтвердили, что Эвери Ли Джонс будет озвучивать Слэппи.
В фильме также есть камео самого Р. Л. Стайна.

## Выход
Выход фильма намечен на 12 октября 2018 года. Первый трейлер к фильму был выпущен 11 июля 2018. Трейлер для международной рекламы фильма был выпущен 16 августа 2018.

## Критика
Фильм получил в основном негативные отзывы кинокритиков. На сайте Rotten Tomatoes у него 48 % положительных рецензий на основе 84 отзывов со средней оценкой 5,4 из 10. На Metacriticе — 53 балла из 100 на основе 20 рецензий.